# Karl Eirik Schjøtt-Pedersen
Karl Eirik Schjøtt-Pedersen (født 3. oktober 1959 i Vardø) er en norsk politiker (Ap), og stabschef på den norske Statsministers kontor.
Han blev valgt til Stortinget fra Finnmark i 1985. Han var suppleant i perioden 1981–1985. Han var fiskeriminister 1996–1997 og finansminister mellem 2000 og 2001. Schjøtt-Pedersen har studeret ved Universitetet i Oslo og har en Cand. Mag. i statsvidenskab, socialøkonomi og offentlig ret.
Han er (pr. 2017) leder af organisationen Norsk Olje og Gass.

## Ekstern henvisning
- Stortinget.no – Biografi (norsk)